# PCI

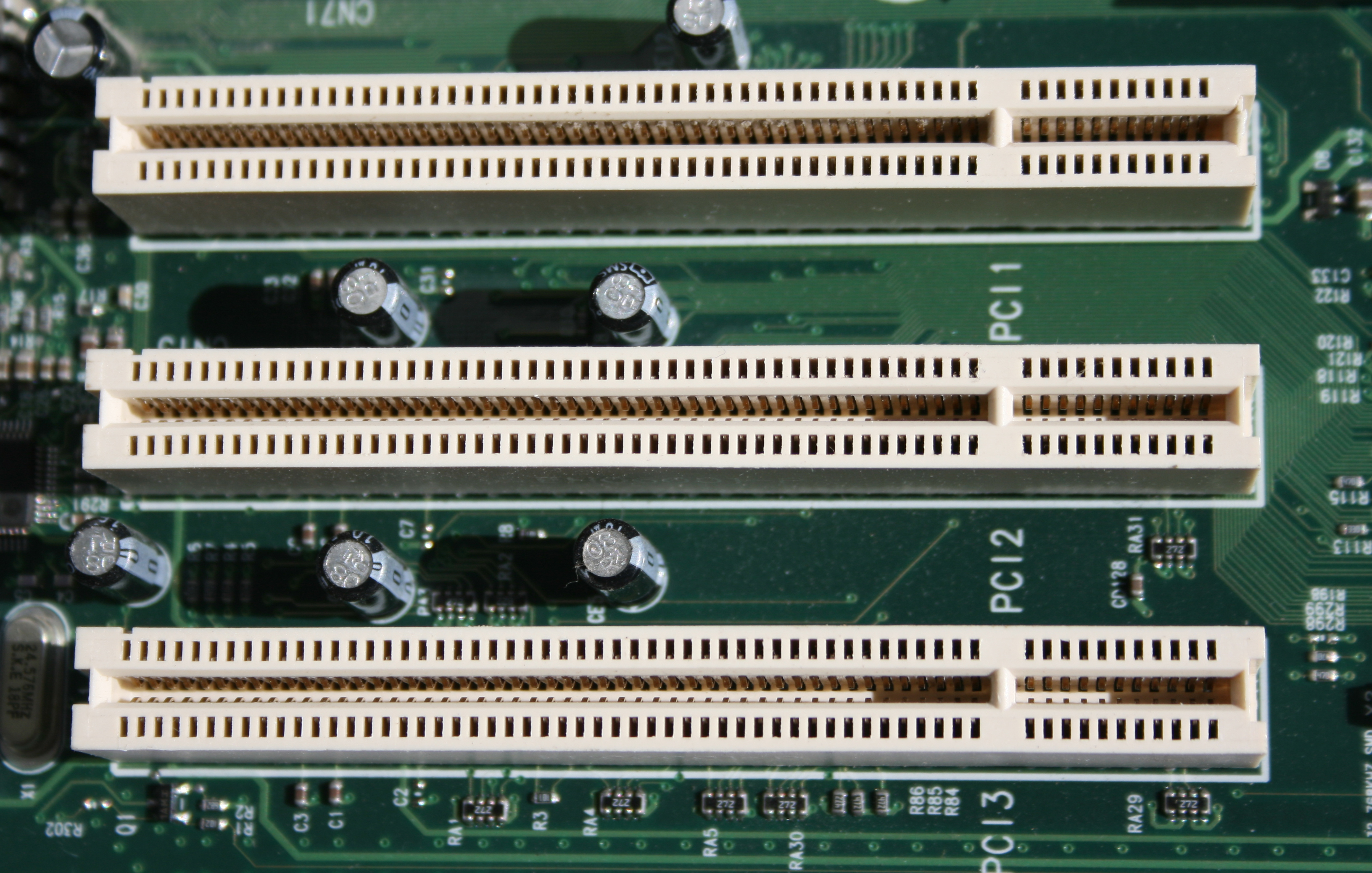
Conectori PCI pe o placă de bază

Peripheral Component Interconnect (PCI) sau PCI convențional, este o magistrală paralelă de date pentru atașarea dispozitivelor hardware periferice la placa de bază dintr-un calculator. PCI este o parte din standardul PCI Local Bus, dezvoltat de Intel în 1991, sistemele care au inclus magistrala PCI au apărut pe piață în anul 1993. A fost implementat mai întâi în PC-urile compatibile IBM,  unde a înlocuit combinația a mai multor sloturi ISA lente și un singur slot VESA Local Bus. Ulterior a fost adoptat și pentru alte tipuri de calculatoare. Magistrala PCI a fost obținută din magistrala tradițională prin intercalarea unei alte magistrale între CPU și magistrala I/O existentă reprezentată de cipuri de legatură (bridge). 

PCI a fost cel mai adesea folosit pentru a conecta cardurile de sunet, cardurile de rețea, sau modemuri la placa de bază. A fost, de asemenea, folosit pentru a conecta plăcile video, dar cererea scăzută de jocuri video a făcut ca aceasta să nu fie adecvată. AGP, portul succesor, a permis viteze mai mari pentru cardurile video. Magistrala PCI convențională populară între 1995 și 2005, a fost înlocuită în computerele moderne cu PCI Express și interfețe USB. Standardul PCI s-a impus pe aproape toată piața datorită caracterului de independență față de microprocesor, montare și configurare facilă de tip plug and play, precum și vitezele mari de lucru.
Multe tipuri de dispozitive disponibile anterior pe plăcile de extensie PCI sunt acum integrate pe plăcile de bază sau disponibile în versiunile USB și PCI Express.

Diferite poziții ale plăcilor de extensie pentru cardurile PCI pe 32 biți și 64 biți

## Istoric
Intel a propus standardul PCI în 1991 și o echipă de ingineri compusă în principal din specialiști ADL (Architecture Description Language), a definit arhitectura și a dezvoltat un concept de chipset.
PCI a fost pusă în aplicare în servere, înlocuind magistralele MCA și EISA. În PC-urile, PCI a înlocuit VESA Local Bus (VLB) și nu a obținut o penetrare semnificativă pe piață în PC-urile de a doua generație Pentium, până la sfârșitul anului 1994. 
În 1992 a fost înființat grupul PCI-SIG (Grupul de interes special pentru interconectarea componentelor periferice). Sarcina PCI-SIG este gestionarea și dezvoltarea ulterioară a standardului PCI. În anul 2007, grupul a avut mai mult de 800 de membri.
Înființată în 1994, PCI Industrial Computer Manufacturers Group (PICMG) este un consorțiu format din peste 450 de companii cu scopul de a  extinde standardul PCI pentru uz industrial, medical, militar și telecomunicații. Acesta a elaborat o serie de specificații precum CompactPCI și AdvancedTCA.
PCI a devenit popular atunci când Windows 95 și-a prezentat caracteristica Plug and Play (PnP) în 1995. Intel a încorporat standardul PnP în PCI.
Din 1996 Apple a adoptat versiunea pe 64 de biți a PCI-ului pentru calculatoarele   Power Macintosh, înlocuind magistrala NuBus.  
PCI-SIG a introdus PCI Express 1.0a serial în anul 2003. De atunci, producătorii de plăci de bază au inclus în mod progresiv mai puține sloturi PCI convenționale în favoarea noului standard.  La sfârșitul anului 2013, majoritatea plăcilor de bază nu mai erau dotate cu sloturi PCI convenționale. 

## Specificații

Reprezentarea de bază a arhitecturii PCI

- 32-bit sau 64-bit lățime a magistralei
- transferuri de 33 MHz cu ceas sincron;  cu o frecvență a ceasului de 66 MHz, se pot obține rate de transfer de 264 MB/s, respectiv 528 MB/s.
- rată maximă de transfer de 133 MB/s pentru lățimea de 32-bit
- 32 sau 64 biți spațiu pentru adrese de memorie (4 GB)
- 32-bit spațiu port I/O
- 256-Byte spațiu de configurare (per dispozitiv)
- semnal de 5 V.
- dimensiunea cardului de extensie PCI: 15,24 X 175,26 X 106,68 mm.
- fiecare dispozitiv poate încorpora până la opt funcții separate (dispozitiv multifuncțional).

Specificațiile PCI convențional oferă opțiuni pentru semnalizare de 3,3 V, lățime bus 64-bit, și clocking de 66 MHz, dar acestea nu sunt des întâlnite cu excepția plăcilor de bază PCI-X server.
De asemenea, specificația acoperă dimensiunea fizică a cardurilor de extensie (inclusiv dimensiuni și spațiere de la placa de bază la marginea contactelor electrice), caracteristici electrice, distribuție și protocoale.

## Semnale PCI
Semnalele de bază ale standardului PCI pot fi grupate în următoarele categorii: 
- linii de sistem: includ liniile de ceas și de resetare
- linii de date și de adrese: includ 32 de linii care sunt multiplexate în timp, precum și alte linii utilizate pentru interpretarea și validarea semnalelor de date/adrese
- linii de control de interfață: controlează ciclurile de transfer și furnizează coordonarea între surse și periferice destinație (target)
- linii de arbitrare: fiecare PCI master are o pereche de linii de arbitrare conectate la arbitrul PCI de magistrală
- linii de eroare: sunt folosite pentru controlul parității și pentru alte erori.

În plus, standardul PCI mai definește linii opționale de semnal:
- linii de întrerupere
- linii suport pentru memoria cache
- linii de extensie pentru magistrala de 64 de biți
- linii de testare. [7]

## Variante PCI
- Versiunea 1.0 (1992) dezvoltată de Intel
- V2.0 (1993), introdusă de PCI-SIG cu portul AGP pentru cardurile video
- V2.1 (1995), definește funcționarea la frecvențe de până la 66 MHz
- V2.2 (1998), a fost introdus un conector intern pentru carduri de laptop, numit Mini PCI.
- V2.3 (2002), permite numai utilizarea cardurilor cu semnale de 3,3 volți
- V3.0 (2004), este standardul definitiv.

### Mini PCI
Mini PCI s-a adăugat la versiunea PCI 2.2 pentru utilizare în laptop-uri; folosește 32-bit, 33 MHz, alimentate 3,3 V și 5 V, suport pentru bus mastering și DMA. Cardurile Mini PCI pot fi utilizate cu hardware echipate pentru PCI obișnuite, cu ajutorul adaptoarelor Mini PCI-la-PCI. Mini PCI a fost înlocuit cu  PCI Express Mini Card.

### PCI-X
Peripheral Component Interconnect eXtended (PCI-X), este un standard de card de extensie apărut în 1999 pentru servere și stații de lucru care îmbunătățește magistrala PCI la 64 biți, rata de transfer la 133 MHz (maxim 1064 MB/s). Versiunea PCI-X 2.0, este adusă în iulie 2002.

### PCI Express
PCI Express (PCI-E sau PCIe) înlocuiește magistralele PCI și AGP din anul 2004. Sloturile PCIe nu sunt compatibile cu sloturile anterioare care utilizează standardele PCI și PCI-X.
Mini PCIe, format PCIe pentru laptopuri, pentru care sunt două tipuri, dintre care Half Mini PCIe se caracterizează prin dimensiunea sa mai mică.

### Alte variante  PCI
- Cardbus (PCMCIA), este un conector extern pentru laptop pe 32-bit, 33MHz
- CompactPCI (cPCI), bazat pe standardul Eurocar 3U (100mm x 160mm) sau 6U (233.35mm x 160mm), în care cardurile sunt conectate la un backplane cu mai mulți conectori.

- PXI, platformă modulară pentru sisteme înglobate (echipamente electronice de testare, sisteme de automatizare și dispozitive de laborator).

- PCI low-profile (LPPCI), carduri PCI cu profil redus, cunoscute și sub denumirea de  carduri cu jumătate de înălțime; există două lungimi standard: MD1 pentru 32 biți și MD2 pentru 32/64 biți).[8]

- PC/104 (PC104), serie de standarde pentru sisteme înglobate care definesc atât factorii de formă cât și magistralele sistemului. PC/104 este destinat dispozitivelor specializate cum ar fi sistemele de achiziție de date sau de control industrial. PC/104-Plus, PCI-104 și PCI/104-Express, sunt versiuni succesoare PC/104. [9]

- M.2, specificație pentru extindere cu carduri de expansiune interne și conectorii  asociați; înlocuiește standardul mSATA, care folosește slotul fizic pentru cardul PCI Express Mini Card.

- PCI Mezzanine Card (PMC), este o placă de circuite imprimate fabricată în conformitate cu standardul IEEE P1386.1. Acest standard combină caracteristicile electrice ale unei magistrale PCI cu dimensiunile unui card comun Mezzanine sau a formatului CMC (standardul IEEE 1386). [10]

- ATCA (Advanced Telecommunications Computing Architecture) sau AdvancedTCA, este un standard industrial PICMG. Acesta diferă de sistemele cu magistrale paralele precum CompactPCI și VME prin utilizarea în backplane a unor interfețe seriale și controlând operarea tuturor componentelor hardware prin IPMI (Intelligent Platform Management Interface).[11][12][13]